# Luc Van Acker
Luc van Acker (6 de octubre de 1961) es un músico belga. Empezó a escribir y grabar material como solista en 1982 y trabajó con la cantante Anna Domino y algunas otras bandas por los siguientes años. En 1985 conoció al músico Richard 23 de la banda Front 242 en Bruselas y formó la agrupación Revolting Cocks junto a Al Jourgensen, líder de la banda Ministry.

## Discografía

### Revolting Cocks
- Big Sexy Land (Wax Trax - 1986)
- You Goddamned Son of a Bitch (Wax Trax - 1988)
- Beers, Steers and Qveers (Wax Trax - 1990)
- Linger Fickin' Good (Sire - 1992)

### Mussolini Headckick
- Themes for Violent Retribution (World Domination/Wax Trax! - 1989)
- Blood on the Flag (World Domination/Caroline - 1990)

### Danceable Weird Shit
- Here's the CD! (World Domination - 1990)